# Morgan G. Sanders

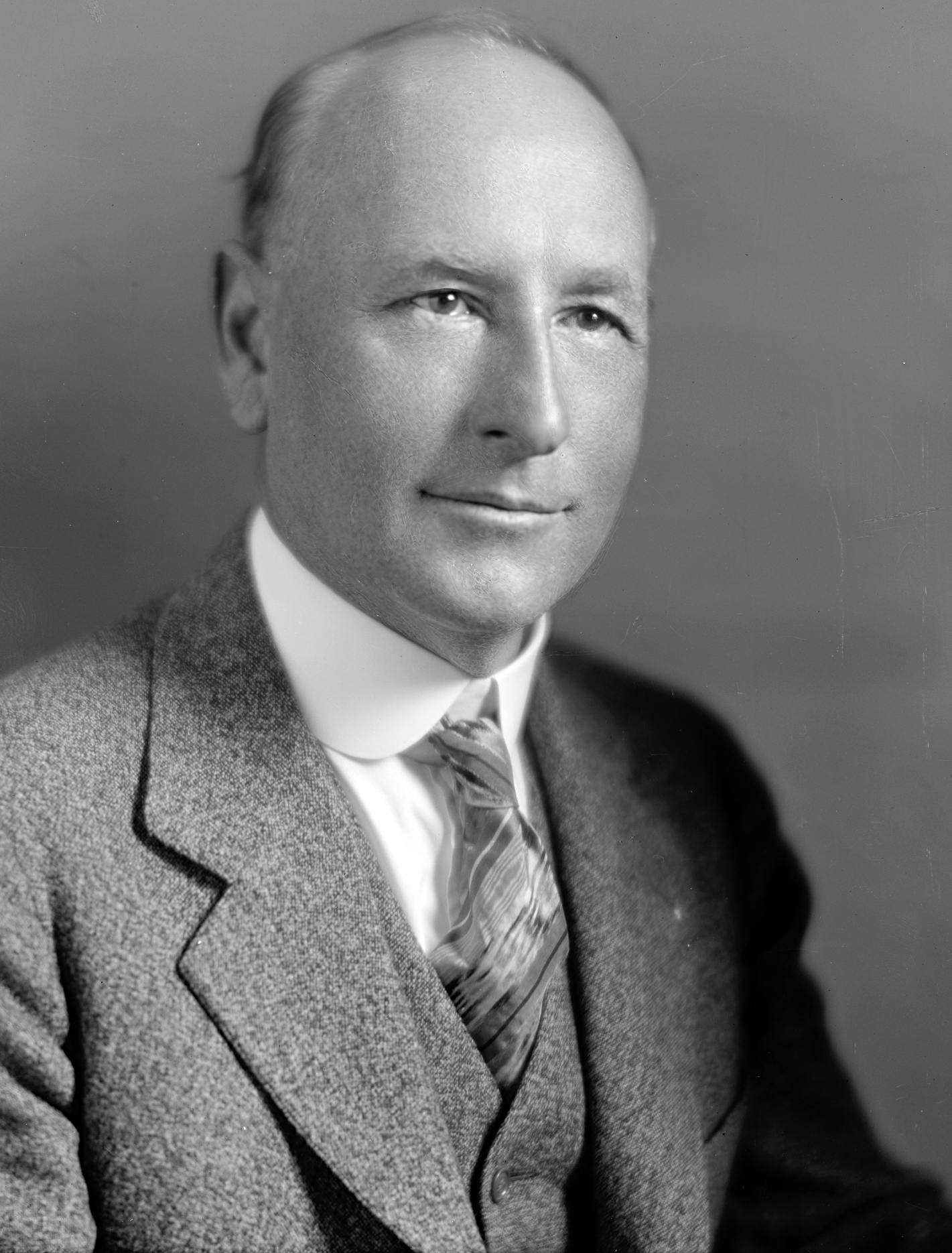
Morgan G. Sanders

Morgan Gurley Sanders (* 14. Juli 1878 bei Ben Wheeler, Van Zandt County, Texas; † 7. Januar 1956 in Corsicana, Texas) war ein US-amerikanischer Politiker. Zwischen 1921 und 1939 vertrat er den Bundesstaat Texas im US-Repräsentantenhaus.

## Werdegang
Morgan Sanders besuchte die öffentlichen Schulen seiner Heimat und danach das Alamo Institute. Danach arbeitete er drei Jahre lang als Lehrer. Gleichzeitig war er Eigentümer und Herausgeber einer Wochenzeitung. Nach einem Jurastudium an der University of Texas in Austin und seiner im Jahr 1901 erfolgten Zulassung als Rechtsanwalt begann er in Canton in diesem Beruf zu arbeiten. Gleichzeitig schlug er als Mitglied der Demokratischen Partei eine politische Laufbahn ein. Zwischen 1902 und 1906 saß er als Abgeordneter im Repräsentantenhaus von Texas. Von 1910 bis 1914 fungierte er als Staatsanwalt im Van Zandt County. Danach war er in den Jahren 1915 und 1916 Staatsanwalt im siebten Gerichtsbezirk von Texas. Anschließend praktizierte er wieder als privater Rechtsanwalt. Sanders war auch Delegierter auf zahlreichen regionalen Parteitagen der Demokraten in Texas.
Bei den Kongresswahlen des Jahres 1920 wurde er im dritten Wahlbezirk von Texas in das US-Repräsentantenhaus in Washington, D.C. gewählt, wo er am 4. März 1921 die Nachfolge von James Young antrat. Nach acht Wiederwahlen konnte er bis zum 3. Januar 1939 neun Legislaturperioden im Kongress absolvieren. Seit 1933 wurden dort die meisten der New-Deal-Gesetze der Bundesregierung unter Präsident Franklin D. Roosevelt verabschiedet. Im Jahr 1938 wurde Sanders von seiner Partei nicht mehr zur Wiederwahl nominiert.
Nach dem Ende seiner Zeit im US-Repräsentantenhaus betätigte er sich wieder als Anwalt. Er starb am 7. Januar 1956 in Corsicana und wurde in Canton beigesetzt.